# Groot (Marvel Cinematic Universe)
Groot je jméno dvou fiktivních postav, založených na stejnojmenné postavě z komiksů Marvel Comics. Obě postavy namluvil herec Vin Diesel a ztvárnili je Vin Diesel, Krystian Godlewski, Sean Gunn, James Gunn a Terry Notary pomocí motion capture. V Marvel Cinematic Universe je Groot společníkem Rocketa, mývala a žoldáka. Poté, co se dospělý Groot obětuje pro tým Strážců galaxie, vznikne malý, Baby Groot, kterého se ujme Rocket a stane se jeho adoptivním otcem.
V roce 2017 režisér James Gunn potvrdil, že Baby Groot nemá biologické vlastnosti ani vzpomínky svého otce.
Od svého debutu se postava Groota objevila dohromady v pěti filmech a jednom seriálu, přičemž dospělý Groot se objevil pouze v jednom filmu a Baby Groot ve čtyřech a seriálu Já jsem Groot. Groot by se měl také objevit ve filmu Strážci Galaxie: Volume 3 a speciálu Strážci Galaxie: Sváteční speciál.

## Fiktivní biografie

### Dospělý Groot

#### Založení Strážců galaxie
V roce 2014, na planetě Xandar, zahlédne Groot a jeho spojenec Rocket bojujícího Petera Quilla s Gamorou o Kámen moci. Rocket a Groot se přidají do jejich boje, jelikož se snaží zajmout Quilla, na kterého je vypsaná odměna. Všichni čtyři jsou však zajati Nova Corps a posláni do vesmírného vězení Kyln. Rocket vymyslí plán na útěk z vězení, který zahrnuje ukradnout zařízení na stěně jako poslední krok, ale Groot, který má v úmyslu pomoci, se natáhne do velké výšky a vezme zařízení, čímž ale spustí alarmy a přinutí zbytek, aby urychlili plán. Utečou spolu s kylnským vězněm Draxem a stanou se z nich Strážci galaxie. Společně cestují na planetu Kdovíkde, kde chtějí prodat Kámen moci. Drax na planetě později v opilosti zavolá svého nepřítele Ronana, aby se mu postavil, ale Ronan Draxe snadno porazí a navíc získá Kámen moci. Rocket chce uprchnout, ale je přesvědčen Grootem a Draxovou omluvou, aby pomohl zachránit Xandara před Ronanovým útokem.

#### Smrt
Zatímco Groot a Strážci bojují s Ronanem na palubě jeho lodi Dark Aster, Rocket nabourá jejich loď do Ronanovi, aby ji zneškodnil. Při tom se však Groot obětuje, aby ochránil Rocketa a ostatní, kteří následně získají kontrolu nad Kamenem moci a zničí Ronana.
Rocket zasadí stromek odříznutý z Grootových částí těla do květináče, ze kterého vyroste mládě jeho druhu, které Rocket pojmenuje Groot na počest jeho biologického otce.

### Baby Groot

#### Boj s Egem
Po smrti svého otce je „Baby Groot“ pěstován v květináči a vychováván Rocketem na lodi Quilla jako člen Strážců galaxie.
O dva měsíce později jsou Strážci najati rasou Sovereign, aby ochránili jejich cenné baterie před nepřítelem. Baby Groot je doprovází, ale místo toho, aby s monstrem bojoval, bojuje s plazy podobnými krysám a tancuje. Později, když se Quillův otec Ego objeví u Strážcům, rozdělí se, aby Quill, Gamora a Drax mohli jít s Egem na jeho planetu, zatímco Rocket a Groot zůstanou, aby hlídali Gamořinu sestru Nebulu a opravili loď. Ravagers, skupina, se kterou Quill vyrůstal, ale dorazí hledat Quilla a po boji zajmou Rocketa a Groota a osvobodí Nebulu. Na jejich vlastní lodi se však Ravagers vzbouří proti svému vůdci Yonduovi. Poté, co Ravagers usnou, Rocket a Yondu naplánují plán útěku a pošlou Baby Groota najít Yonduův šíp. Nakonec Groot zabije Ravagera, který ho mučil, a oni zničí většinu lodi Ravager kromě lodi, ve které cestují na Egovu planetu. Dozvědí se, že Ego je zároveň žijící planeta, která se snaží ovládnout vesmír. Quill proto zaměstná Ega v boji svými nově nalezenými schopnostmi, dokud Rocket nesestaví bombu, kterou Baby Groot umístí do Egova mozku a zničí ho.

#### Bitvy s Thanosem
V roce 2018 dospívající Groot a ostatní Strážci zareagují na nouzový signál a nakonec zachrání Thora, který se vznáší ve vesmíru mezi troskami jeho lodi. Thor jim řekne o Thanosově plánu získat Kameny nekonečna. Strážci se rozdělí na dva týmy, přičemž Rocket a Groot doprovodí Thora na planetu Nidavellir, aby vytvořili novou zbraň. Najdou pouze opuštěný a vyhaslý Nidavellir, kde se setkají s králem trpaslíků Eitrim. Všichni čtyři následně spolupracují na zažehnutí hvězdy a následného odlití sekery, která poskytne Thorovi sílu Mjolniru, ale dokáže vyvolat i Bifröstu. Thor transportuje přes Bifröst sebe, Rocketa i Groota do Wakandy na Zemi, aby pomohl Avengers a wakandské armádě v bitvě proti Outriderům. Přestože je Thanos Thorem vážně zraněn, dokáže aktivovat Rukavici nekonečna, lusknout prsty a teleportovat se pryč, přičemž Groot patří mezi polovinu, která byla vymazána.
V roce 2023, poté, co přeživší Avengers cestují zpět v čase, aby získali Kameny nekonečna a použijí je, je Groot obnoven a sejde se s Rocketem v boji proti alternativní verzi Thanose z roku 2014.
Po bitvě s Thanosem se Groot a spolu se Strážci účastní pohřbu Tonyho Starka, který obětoval svůj život, aby zastavil Thanose. Groot a zbytek Strážců, spolu s Thorem, se následně vrátí do vesmíru.

## Výskyt

### Filmy
- Strážci Galaxie
- Strážci Galaxie Vol. 2
- Avengers: Infinity War
- Avengers: Endgame
- Thor: Láska jako hrom[9]
- Strážci Galaxie: Volume 3

### Seriály
- Já jsem Groot

### Speciály
- Strážci Galaxie: Sváteční speciál[10]